# Gistpoort (Middelburg)

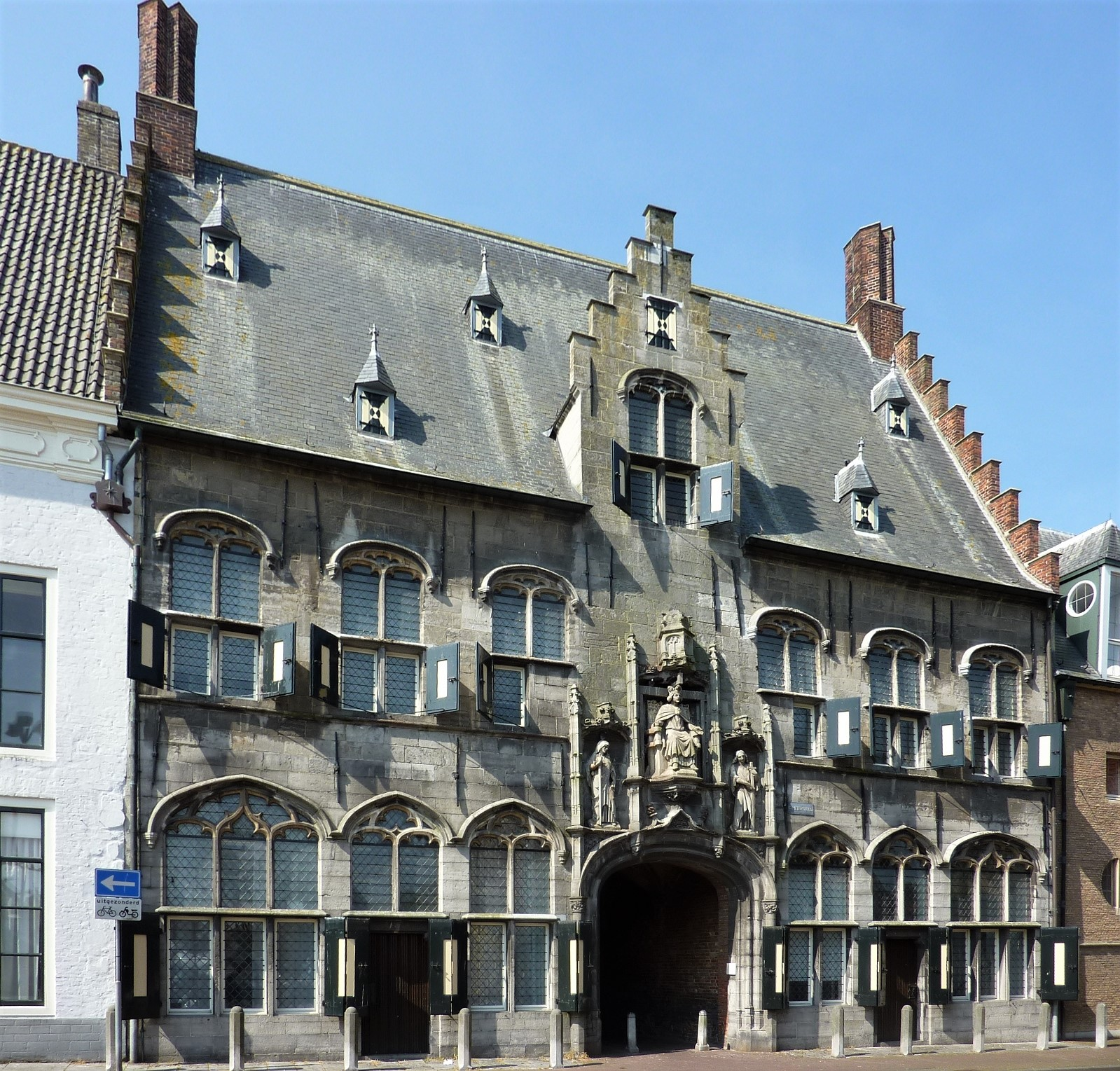
Abtei Middelburg, Gistpoort

Der Gistpoort (auch: Blauwe Poort) (deutsch: Hefetor oder Blaues Tor) ist eines der Portalbauwerke der Abtei Middelburg in der niederländischen Provinz Zeeland. Das Bauwerk ist als Einzeldenkmal seit dem Jahr 1966 als Rijksmonument eingestuft.

## Geschichte
Das auf der Ostseite des Abteikomplexes befindliche repräsentative spätgotische Torgebäude entstand um das Jahr 1500. Es ist im Äußeren mit einem grau-blauen Belgischen Granit verkleidet. Bei umfassenden Restaurierungsarbeiten 1910 wurden Veränderungen einer Renovierung aus dem 17. Jahrhundert rückgängig gemacht sowie eine aus dem 19. Jahrhundert stammende Ladenfront entfernt und somit das spätgotische Erscheinungsbild des Bauwerks rekonstruiert. Dabei wurden die originalen Fensteröffnungen mit Tudorbögen wiederhergestellt. Die Statue des Grafen Willem II., flankiert von zwei Statuen, die den Glauben und die Gerechtigkeit darstellen, wurden 1955 von L.O. Wenckebach geschaffen und erneut in den drei Wandnischen über dem profilierten Tor aufgestellt.